# ماركوس ستيفن
ماركوس ستيفن (بالإنجليزية: Marcus Stephen) (و. 1969 – م) هو رباع، وسياسي من ناورو ولد في ناورو.

## روابط خارجية
- ماركوس ستيفن على موقع أوليمبيديا (الإنجليزية)
- ماركوس ستيفن على موقع اتحاد ألعاب الكومنولث (مؤرشف) (الإنجليزية)